# آتاکوس واردی
آتاکوس واردی(نام علمی: Attacus wardi) نام یک گونه از سرده شاپرکان چشم‌گربه‌ای آتاکوس است.